# Robert Giscos
Robert Giscos (* 17. Januar 1940 in Lormes) ist ein ehemaliger französischer Radrennfahrer.

## Sportliche Laufbahn
Giscos war im Bahnradsport aktiv. Seine Spezialdisziplin war das Steherrennen. Er hatte seinen bedeutendsten sportlichen Erfolg mit dem Gewinn der Bronzemedaille im Steherrennen der Amateure bei den Bahnradsport-Weltmeisterschaften 1962. Den Titel holte Romain De Loof aus Belgien.
1963 wurde er Berufsfahrer im Radsportteam Peugeot, blieb als Profi aber ohne Erfolge. 1966 wurde er Dritter der nationalen Meisterschaft im Steherrennen der Profis.
Giscos blieb bis 1966 als Radprofi aktiv.